# غاييغوس دي ألتاميروس
بلدية غاييغوس دي ألتاميروس (بالإسبانية: Gallegos de Altamiros) هي بلدية تقع في مقاطعة آبلة التابعة لمنطقة قشتالة وليون وسط إسبانيا.

## الديموغرافيا
يبلغ عدد سكان بلدية غاييغوس دي ألتاميروس 52 نسمة عام 2011 (وفقاً للمعهد الوطني للإحصاء الإسباني).
| 109 | 99 | 88 | 94 | 77 | 67 | 52 |